# 元朗體育路

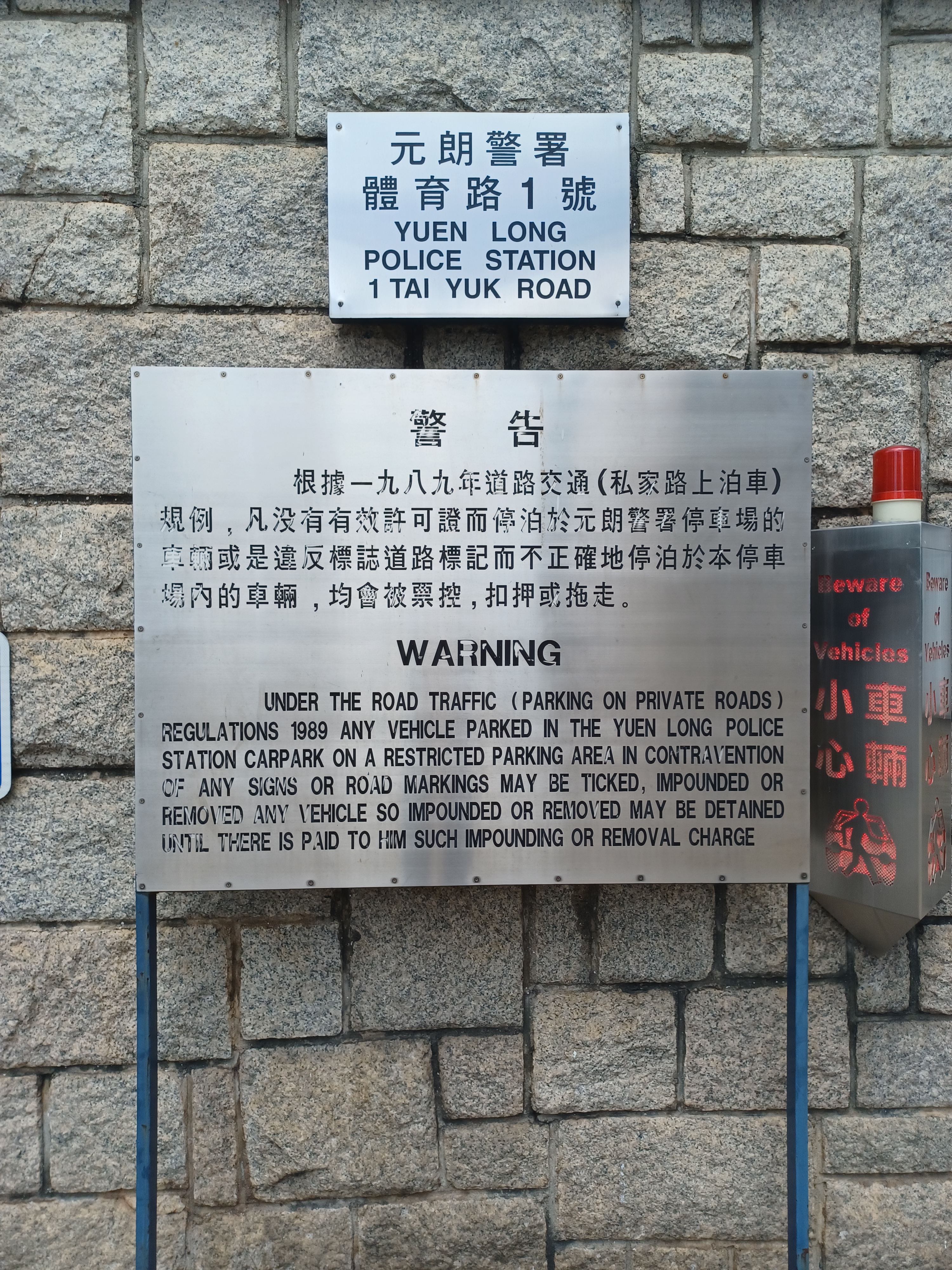
元朗體育路1號元朗警署

元朗体育路（英語：Yuen Long Tai Yuk Road）是香港新界元朗新市鎮的一條主要道路，为元朗市中心西部的南北主干道。該段路普遍被元朗居民俗稱為体育路。

## 走向
该道路呈南北走向，在1963-64年間通車，初期只通往元朗警署，1960年代中，原南端延至元朗大球場和新界鄉議局元朗區中學。1983年，南端延至与马田路交界的路口。2005年，为了配合元朗市中心以南区域发展，延长至十八乡路，直達元朗南。
道路北端接媽廟路和青山公路－元朗段，南至十八鄉路，於元朗大球場處與教育路相接，又於御庭居處與馬田路交會。

## 交匯道路
- 青山公路－元朗段
- 教育路
- 朗藝徑
- 馬田路
- 十八鄉路

## 沿路設施

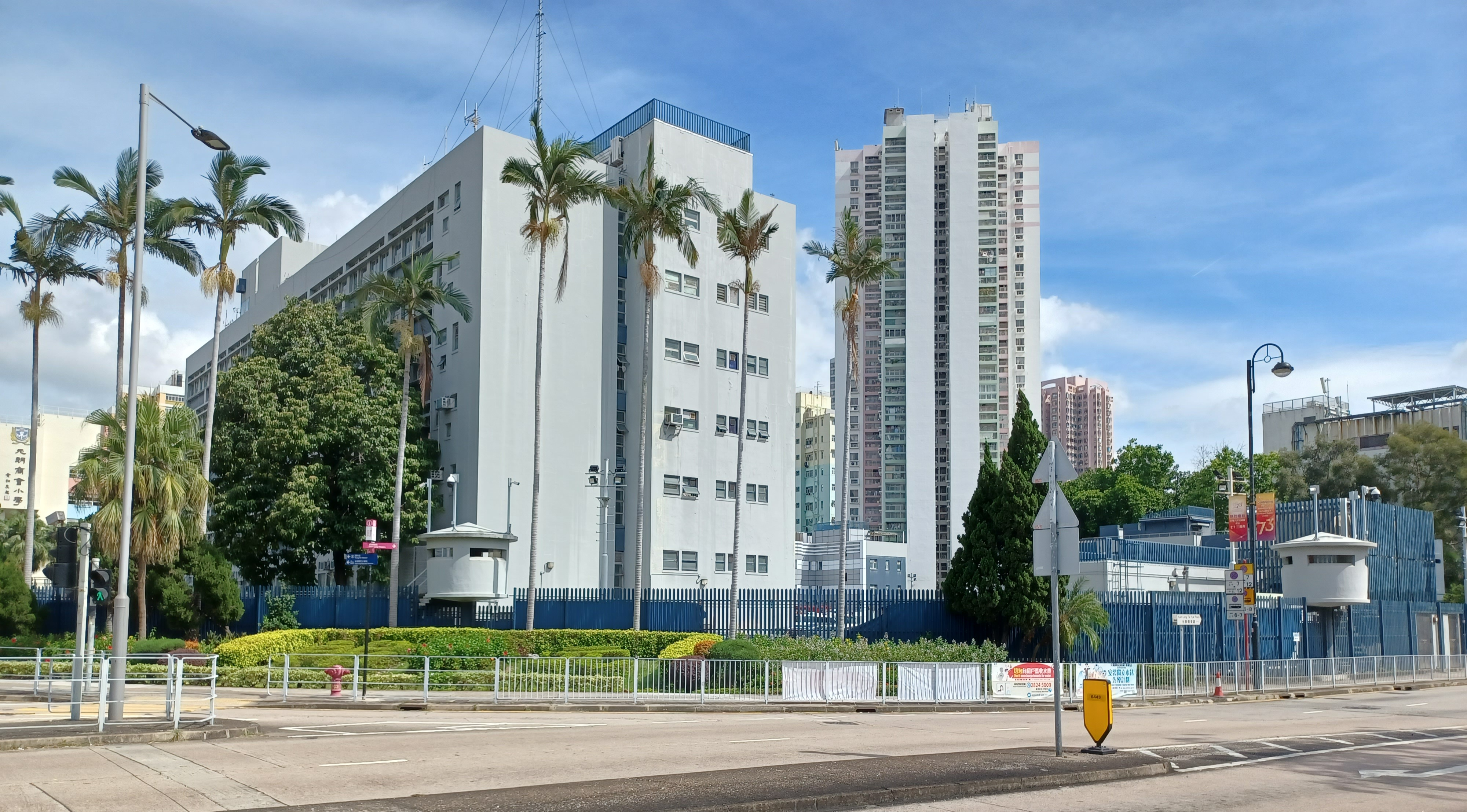
元朗警署

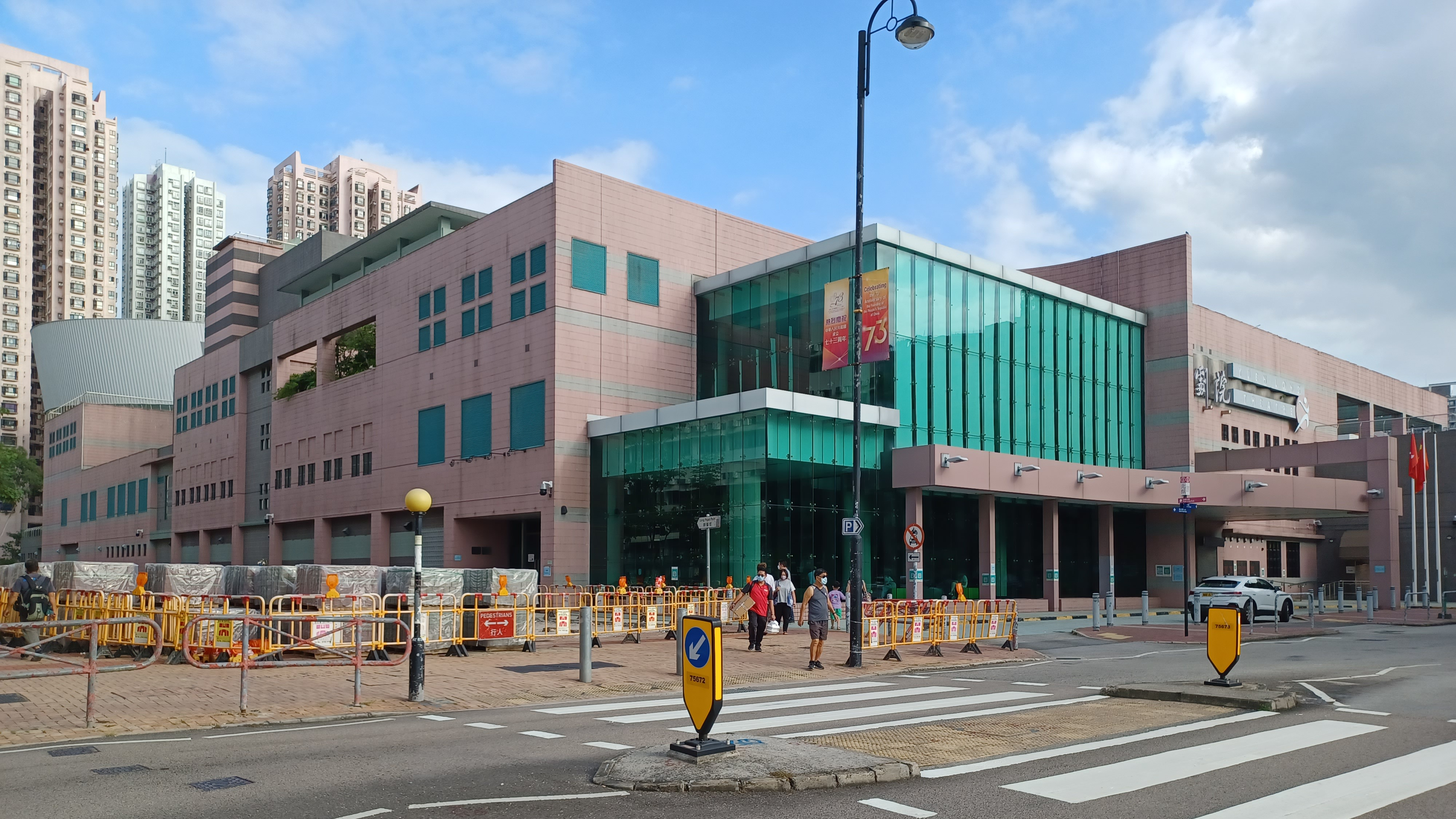
元朗劇院的西面外觀，前方道路為元朗體育路

该道路元朗市中心西部的南北主干道，沿路設施有：
- 御庭居
- 元朗游泳池
- 元朗剧院
- 元朗大球場
- 元朗大會堂
- 元朗警署
- 水邊村遊樂場

### 學校
- 新界鄉議局元朗區中學
- 趙聿修纪念中學
- 匡智元朗晨樂學校